# 锈色环口螺
锈色环口螺（学名：Cyclophorus ferruginonus）为环口螺科环口螺属的动物，是中国的特有物种。分布于云南等地，生活环境为陆地，主要生活于潮湿多腐殖质的灌木草丛中以及树叶石块下。